# Waterpolo als Jocs Europeus de 2015
Els tornejos de Waterpolo dels Jocs Europeus es duran a terme entre el 12 i el 21 de juny. El torneig masculí participaran 16 equips, i en el torneig femení 12 equips.
En un primer moment el waterpolo no anava a formar part dels Jocs però després d'unes negociacions es va acordar que participessin els jugadors juniors, és a dir, de 16 i 17 anys.

## Qualificació
La nació organitzadora té plaça assegurada en ambdós tornejos. El Campionat Europeu de Waterpolo Júnior 2013 classificaven pel torneig de manera directa. També es va disputar un torneig de classificació per aquelles seleccions sense plaça.

### Homes
| Event classificatori                               | Data               | Instal·lació             | Nombre de places | Països classificats                                                 |
| -------------------------------------------------- | ------------------ | ------------------------ | ---------------- | ------------------------------------------------------------------- |
| País organitzador                                  | –                  | –                        | 1                | Azerbaidjan                                                         |
| Campionat Europeu de Waterpolo Masculí Júnior 2013 | 8–15 Setembre 2013 | Gżira, Malta             | 7                | Montenegro · Sèrbia · Itàlia · Hongria · Croàcia · Rússia · Espanya |
| Torneig Classificatori A                           | 12–15 Març 2015    | Nijverdal, Països Baixos | 2                | Grècia · Ucraïna                                                    |
| Torneig Classificatori B                           | 12–15 Març 2015    | Graz, Àustria            | 2                | Eslovàquia · Turquia                                                |
| Torneig Classificatori C                           | 12–15 Març 2015    | Szczecin, Polònia        | 2                | França · Romania                                                    |
| Torneig Classificatori D                           | 12–15 Març 2015    | Gżira, Malta             | 2                | Alemanya · Malta                                                    |
| Total                                              |                    |                          | 16               |                                                                     |

### Dones
| Event classificatori                              | Data              | Instal·lació           | Nombre de places | Països classificats                                          |
| ------------------------------------------------- | ----------------- | ---------------------- | ---------------- | ------------------------------------------------------------ |
| País organitzador                                 | –                 | –                      | 1                | Azerbaidjan                                                  |
| Campionat Europeu de Waterpolo Femení Júnior 2013 | 1–8 Setembre 2013 | Istanbul, Turquia      | 6                | Grècia · Espanya · Països Baixos · Itàlia · Hongria · Rússia |
| Torneig Classificatori A                          | 12–15 març 2015   | Niça, França           | 2                | França · Regne Unit                                          |
| Torneig Classificatori B                          | 12–14 març 2015   | Bratislava, Eslovàquia | 2                | Eslovàquia · Israel                                          |
| Torneig Classificatori C                          | 12–14 març 2015   | Belgrad, Sèrbia        | 2                | Alemanya · Sèrbia                                            |
| Total                                             |                   |                        | 12               |                                                              |

## Medaller
| Event | Or | Plata | Bronze |
| Homes |    |       |        |
| Dones |    |       |        |